# Пунін (місто)
Пунін (кит. спр. 普宁市, піньїнь: Pŭníng Shì) — місто-повіт в південнокитайській провінції Гуандун, складова міста Цзєян.

## Географія
Пунін — центральна частина префектури.

### Клімат
Місто знаходиться у зоні, котра характеризується вологим субтропічним кліматом. Найтепліший місяць — липень із середньою температурою 28.1 °C (82.6 °F). Найхолодніший місяць — січень, із середньою температурою 13.7 °С (56.7 °F).
| Клімат Пуніна           | Клімат Пуніна | Клімат Пуніна | Клімат Пуніна | Клімат Пуніна | Клімат Пуніна | Клімат Пуніна | Клімат Пуніна | Клімат Пуніна | Клімат Пуніна | Клімат Пуніна | Клімат Пуніна | Клімат Пуніна | Клімат Пуніна |
| Показник                | Січ.          | Лют.          | Бер.          | Квіт.         | Трав.         | Черв.         | Лип.          | Серп.         | Вер.          | Жовт.         | Лист.         | Груд.         | Рік           |
| Середній максимум, °C   | 17,9          | 17,9          | 20,4          | 24,4          | 27,5          | 29,6          | 31,6          | 31,2          | 30,1          | 27,4          | 23,8          | 19,8          | 25,1          |
| Середня температура, °C | 13,7          | 14,4          | 17,1          | 21,1          | 24,5          | 26,6          | 28,1          | 27,9          | 26,6          | 23,6          | 19,6          | 15,5          | 21,6          |
| Середній мінімум, °C    | 10            | 11,1          | 13,8          | 18,1          | 21,8          | 23,9          | 25,1          | 24,8          | 23,3          | 19,9          | 15,6          | 11,3          | 18,2          |
| Норма опадів, мм        | 32.5          | 61.5          | 90.5          | 163.5         | 244.2         | 314.2         | 225.3         | 233.8         | 165.1         | 65.5          | 39.4          | 27.5          | 1663          |
| Днів з опадами          | 8,9           | 10,6          | 12,8          | 13,3          | 16,2          | 18,7          | 14,5          | 14,8          | 11,3          | 7,3           | 7,1           | 7,1           | 142,6         |
| Вологість повітря, %    | 75.5          | 79.8          | 81.2          | 81.9          | 83.4          | 84.3          | 80.6          | 80.7          | 80            | 76.4          | 74.8          | 73.7          | 79.4          |
| ----------------------- | ------------- | ------------- | ------------- | ------------- | ------------- | ------------- | ------------- | ------------- | ------------- | ------------- | ------------- | ------------- | ------------- |
| Джерело: Weatherbase    |               |               |               |               |               |               |               |               |               |               |               |               |               |